# Georges Hausemer
Georger Hausemer (Differdange, 1 februari 1957 – ?, 13 augustus 2018) was een Luxemburgs auteur, vertaler en beeldend kunstenaar.

## Leven en werk
Hausemer bezocht het Lycée classique d'Echternach en studeeerde journalistiek en romanistiek in Salzburg en Mainz. Hij werkte als schrijver en vertaler voor diverse uitgeverijen in binnen- en buitenland. Hausemer schreef gedichten, romans, korte verhalen en reisverslagen, was correspondent voor Duitse en Luxemburgse kranten en verzorgde vertalingen vanuit het Luxemburgs, Frans, Engels en Spaans. Hij was medeoprichter en secretaris (1986-1991) van het Lëtzebuerger Schrëftstellerverband (LSV). In 1993 presenteerde Hausemer het literaire programma Schwaarz op wäiss op Radio 100,7. In 2006 was hij verantwoordelijk voor het Luxemburger Lexikon, de eerste uitgebreide encyclopedie over het groothertogdom. Hij ontving hiervoor de Lëtzebuerger Buchpräis van de Fédération luxembourgeoise des éditeurs de livres. Samen met zijn vrouw Susanne Jaspers richtte Hausemer in 2012 de uitgeverij Capybara Books op. 
In 2017 ontving Hausemer de Batty Weberprijs, een oeuvreprijs, "für sein langjähriges, exemplarisches Engagement im Luxemburger Literaturbetrieb. Seit der Gründung des Luxemburger Schriftstellerverbandes setzt er sich erfolgreich für die gesellschaftliche Anerkennung und die Professionalisierung der schriftstellerischen Tätigkeit im Großherzogtum ein. (...) als Organisator von literarischen Veranstaltungen hat er der luxemburgischen Literatur im In- und Ausland zu mehr Aufmerksamkeit verholfen."
Als kunstenaar was Hausemer autodidact. Hij fotografeerde en maakte tekeningen en collages met mixed media. Vanaf 1992 exposeerde hij zijn werk een aantal malen op de salons van de Cercle Artistique de Luxembourg en bij het Konschthaus Beim Engel in Luxemburg-Stad.
Georges Hausemer overleed op 61-jarige leeftijd.

## Enkele publicaties
- 1986 Das Buch der Lügen. München: F. Schneekluth. Roman.
- 1989 Kleines luxemburgisches Sittenbild. Aken: Alano Verlag. Roman.
- 1998 Iwwer Waasser. Echternach: Ėditions Phi. Roman.
- 2006 Luxemburger Lexikon : Das Grossherzogtum von A-Z. Luxemburg: Éditions Guy Binsfeld. ISBN 978-2-87954-156-3
- 2006 Und abends ein Giraffenbier: Reisegeschichten. Luxemburg: Ėditions Guy Binsfeld.

## Onderscheidingen
- 1982 eerste prijs in de jongeschrijverscompetitie van de Regensburger Schriftstellergruppe International.
- 1986 eerste prijs voor het korte verhaal Ech, d'Ann in een schrijfwedstrijd van Actioun Lëtzebuergesch.
- 2006 Lëtzebuerger Buchpräis, in de categorie non-fictie, voor het Luxemburger Lexikon.
- 2007 Lëtzebuerger Buchpräis, in de categorie literatuur, voor Und abends ein Giraffenbier. Reisegeschichten.
- 2017 Batty Weberprijs.